# Gilbert de Clare
Gilbert de Clare, primer conde de Pembroke (1100-6 de enero de 1148), hijo de Gilbert Fitz Richard, Señor de Clare y de Alicia Claremont. Algunas veces se le conoce como Strongbow, pero es a su hijo a quien mejor se recuerda por ese apodo.

## Historia
Nacido en Tonbridge, Gilbert se convirtió en barón, al heredar las propiedades de sus tíos paternos, Roger, y Walter; los cuales incluían las baronías y castillos de Bienfaite y Orbec en Normandía, el señorío de Nether Gwent y el castillo de Striguil (posteriormente castillo de Chepstow). Esteban I, le creó Conde de Pembroke, y le donó el Castillo de Pevensey y las tierras circundantes.
Tras la derrota de Esteban en Lincoln el 2 de febrero de 1141, se encontraba entre los que apoyaron a Matilde de Inglaterra cuando recuperó Londres en junio, pero asistió a la nueva coronación de Esteban en Canterbury a finales de ese mismo año. Tomó parte después en el Complot de Geoffrey en contra del rey, pero cuando la conspiración fracasó, se unió de nuevo al Rey en el asedio de Oxford a finales de 1142. Posteriormente, se rebeló contra el rey cuando en 1147 este rehusó donarle los castillos conquistados por su sobrino Gilbert de Clare, I conde de Hertford. Esteban marchó entonces contra su castillo más cercano llegando casi a capturarlo. Parece ser finalmente el conde hizo las paces con el Rey antes de fallecer al año siguiente.

## Familia
Se casó con Isabel de Beaumont, antes de 1130, hija de Sir Robert de Beaumont, I conde de Leicester y de Meulan, y de Isabel de Vermandois. Isabel había sido con anterioridad amante de Enrique I de Inglaterra.
Tuvieron varios hijos: 
- Richard de Clare, II conde de Pembroke[4]
- Basilia, que se casó con (1) Raymond FitzGerald (Raymond le Gros) y (2) Geoffrey FitzRobert.[5]
- una hija casada con William Bloet.[6]